# Серси (округ)
Се́рси (англ. Searcy County) — округ в США, штате Арканзас. Официально образован 13 декабря 1838 года. По состоянию на 2010 год, численность населения составляла 8 195 человек.

## География
По данным Бюро переписи США, общая площадь округа равняется 1 733 км², из которых 1 725 км² суша и 6 км² или 0,4 % это водоёмы.

### Соседние округа
- Марион (Арканзас) — север
- Бакстер (Арканзас) — север-восток
- Стон (Арканзас) — восток
- Ван-Бьюрен (Арканзас) — юг
- Поп (Арканзас) — юго-запад
- Ньютон (Арканзас) — запад
- Бун (Арканзас) — северо-запад

## Демография
По данным переписи населения 2000 года в округе проживает 8 261 жителей в составе 3 523 домашних хозяйств и 2 466 семей. Плотность населения составляет 5 человек на км². На территории округа насчитывается 4 292 жилых строения, при плотности застройки около 2-х строений на км². Расовый состав населения: белые — 97,26 %, афроамериканцы — 0,04 %, коренные американцы (индейцы) — 0,75 %, азиаты — 0,15 %, гавайцы — 0,01 %, представители других рас — 0,45 %, представители двух или более рас — 1,34 %. Испаноязычные составляли 1,04 % населения независимо от расы.
В составе 27,90 % из общего числа домашних хозяйств проживают дети в возрасте до 18 лет, 58,90 % домашних хозяйств представляют собой супружеские пары проживающие вместе, 7,70 % домашних хозяйств представляют собой одиноких женщин без супруга, 30,00 % домашних хозяйств не имеют отношения к семьям, 28,00 % домашних хозяйств состоят из одного человека, 14,30 % домашних хозяйств состоят из престарелых (65 лет и старше), проживающих в одиночестве. Средний размер домашнего хозяйства составляет 2,33 человека, и средний размер семьи 2,83 человека.
Возрастной состав округа: 22,70 % моложе 18 лет, 6,90 % от 18 до 24, 24,50 % от 25 до 44, 26,70 % от 45 до 64 и 19,20 % от 65 и старше. Средний возраст жителя округа 42 года. На каждые 100 женщин приходится 98,00 мужчин. На каждые 100 женщин старше 18 лет приходится 94,80 мужчин.
Средний доход на домохозяйство в округе составлял 21 397 USD, на семью — 27 580 USD. Среднестатистический заработок мужчины был 21 768 USD против 16 276 USD для женщины. Доход на душу населения составлял 12 536 USD. Около 17,80 % семей и 23,80 % общего населения находились ниже черты бедности, в том числе — 31,00 % молодежи (тех кому ещё не исполнилось 18 лет) и 26,60 % тех кому было уже больше 65 лет.